# Coppa del Mondo maschile di pallavolo 1995
La Coppa del Mondo di pallavolo maschile 1995 è stata l'ottava edizione della manifestazione, iniziata il 18 novembre e conclusasi il 2 dicembre 1995 e tenutasi nelle città giapponesi di Tokyo, Sendai, Fukushima, Chiba, Hiroshima, Kumamoto e Kagoshima. Le prime 3 classificate avrebbero ottenuto il diritto a partecipare alle successive Olimpiadi di Atlanta (1996).
La formula della competizione è stata quella del girone all'italiana, tutti contro tutti in partite di sola andata fra le 12 squadre partecipanti senza alcuna fase finale.

## Nazioni partecipanti
Campioni continentali:  Italia,  Cuba,  Brasile,  Cina,  Egitto.
Vice campioni continentali:  Paesi Bassi,  Stati Uniti,  Argentina,  Corea del Sud.
Wild card:  Canada,  Tunisia.
Nazione ospitante:  Giappone.

## Risultati
- Sabato 18 novembre
  - Sede: Tokyo

|           |       |        |                           |  |
| Argentina | 3 – 1 | Cina   | 15-10, 9-15, 15-10, 15-11 |  |
| Italia    | 3 – 0 | Egitto | 15-5, 15-2, 15-8          |  |
| Giappone  | 3 – 1 | Canada | 14-16, 15-13, 15-6, 15-7  |  |

- - Sede: Kumamoto

|             |       |               |                    |  |
| Paesi Bassi | 3 – 0 | Tunisia       | 15-11, 15-4, 15-5  |  |
| Brasile     | 3 – 0 | Stati Uniti   | 15-8, 15-13, 15-8  |  |
| Cuba        | 3 – 0 | Corea del Sud | 15-11, 15-2, 15-11 |  |

- Domenica 19 novembre
  - Sede: Tokyo

|          |       |           |                   |  |
| Cina     | 3 – 0 | Egitto    | 15-7, 15-4, 15-8  |  |
| Italia   | 3 – 0 | Canada    | 15-3, 15-7, 15-10 |  |
| Giappone | 3 – 0 | Argentina | 15-13 15- 3 15-10 |  |

- - Sede: Kumamoto

|             |       |               |                                |  |
| Stati Uniti | 3 – 0 | Tunisia       | 15-7, 15-5, 15-9               |  |
| Cuba        | 3 – 2 | Paesi Bassi   | 7-15, 17-16, 8-15, 15-8, 17-15 |  |
| Brasile     | 3 – 1 | Corea del Sud | 15-3, 12-15, 15-3, 15-11       |  |

- Lunedì 20 novembre
  - Sede: Tokyo

|          |       |           |                                   |  |
| Canada   | 3 – 2 | Egitto    | 12-15, 16-14, 15-12, 10-15, 15-10 |  |
| Italia   | 3 – 0 | Argentina | 15-4, 15-6, 15-3                  |  |
| Giappone | 3 – 0 | Cina      | 15-4, 15-10, 15-4                 |  |

- - Sede: Kumamoto

|               |       |             |                   |  |
| Paesi Bassi   | 3 – 0 | Stati Uniti | 15-10, 15-7, 15-6 |  |
| Corea del Sud | 3 – 0 | Tunisia     | 15-9, 15-10, 15-9 |  |
| Brasile       | 3 – 0 | Cuba        | 15-9, 15-0, 15-9  |  |

- Martedì 21 novembre
  - Riposo
- Mercoledì 22 novembre
  - Sede: Hiroshima

|           |       |        |                  |  |
| Argentina | 3 – 0 | Canada | 15-8, 15-9, 15-8 |  |
| Italia    | 3 – 0 | Cina   | 15-4, 15-3, 15-3 |  |
| Giappone  | 3 – 0 | Egitto | 15-9, 15-5, 15-8 |  |

- - Sede: Kagoshima

|             |       |               |                           |  |
| Cuba        | 3 – 1 | Tunisia       | 15-5, 6-15, 15-5, 15-6    |  |
| Paesi Bassi | 3 – 1 | Brasile       | 17-15, 12-15, 15-7, 17-16 |  |
| Stati Uniti | 3 – 0 | Corea del Sud | 15-9, 15-11, 15-13        |  |

- Giovedì 23 novembre
  - Sede: Hiroshima

|           |       |          |                           |  |
| Cina      | 3 – 1 | Canada   | 15-10, 15-6, 14-16, 15-13 |  |
| Argentina | 3 – 1 | Egitto   | 15-5, ??-??, 15-5, 15-6   |  |
| Italia    | 3 – 0 | Giappone | 15-4, 15-6, 15-8          |  |

- - Sede: Kagoshima

|             |       |               |                    |  |
| Brasile     | 3 – 0 | Tunisia       | 15-6, 15-9, 15-12  |  |
| Stati Uniti | 3 – 0 | Cuba          | 15-10, 15-11, 15-8 |  |
| Paesi Bassi | 3 – 0 | Corea del Sud | 15-4, 15-9, 15-11  |  |

- Venerdì 24 novembre e sabato 25 novembre
  - Riposo
- Domenica 26 novembre
  - Sede: Sendai

|               |       |           |                    |  |
| Brasile       | 3 – 0 | Argentina | 15-6, 15-3, 15-4   |  |
| Corea del Sud | 3 – 0 | Cina      | 15-11, 15-11, 15-5 |  |
| Giappone      | 3 – 0 | Tunisia   | 15-3, 15-7, 15-4   |  |

- - Sede: Fukushima

|             |       |             |                         |  |
| Cuba        | 3 – 0 | Canada      | 15-10, 15-6, 15-5       |  |
| Italia      | 3 – 1 | Paesi Bassi | 13-15, 15-6, 15-8, 15-3 |  |
| Stati Uniti | 3 – 0 | Egitto      | 15-10, 15-8, 15-9       |  |

- Lunedì 27 novembre
  - Riposo
- Martedì 28 novembre
  - Sede: Sendai

|             |       |               |                    |  |
| Paesi Bassi | 3 – 0 | Canada        | 15-7, 15-10, 15-1  |  |
| Egitto      | 3 – 0 | Tunisia       | 15-3, 17-15, 16-14 |  |
| Giappone    | 3 – 0 | Corea del Sud | 15-6, 15-13, 15-9  |  |

- - Sede: Fukushima

|             |       |           |                                 |  |
| Cuba        | 3 – 2 | Argentina | 15-13, 8-15, 7-15, 15-13, 18-16 |  |
| Italia      | 3 – 1 | Brasile   | 15-9, 10-15, 16-14, 15-8        |  |
| Stati Uniti | 3 – 0 | Cina      | 15-7, 15-4, 15-6                |  |

- Mercoledì 29 novembre
  - Sede: Sendai

|             |       |          |                         |  |
| Brasile     | 3 – 0 | Canada   | 15-5, 15-4, 15-6        |  |
| Italia      | 3 – 1 | Cuba     | 15-12, 7-15, 15-8, 15-3 |  |
| Stati Uniti | 3 – 0 | Giappone | 15-7, 15-12, 15-9       |  |

- - Sede: Fukushima

|               |       |           |                         |  |
| Paesi Bassi   | 3 – 0 | Argentina | 15-7, 15-2, 15-6        |  |
| Corea del Sud | 3 – 0 | Egitto    | 15-10, 15-7, 15-1       |  |
| Cina          | 3 – 1 | Tunisia   | 11-15, 15-7, 15-7, 15-7 |  |

- Giovedì 30 novembre
  - Sede: Tokyo

|             |       |           |                          |  |
| Canada      | 3 – 0 | Tunisia   | 15-12, 15-5, 15-12       |  |
| Stati Uniti | 3 – 0 | Argentina | 15-11, 15-5, 15-12       |  |
| Giappone    | 3 – 1 | Cuba      | 13-15, 15-5, 16-14, 15-7 |  |

- - Sede: Chiba

|             |       |               |                    |  |
| Italia      | 3 – 0 | Corea del Sud | 15-13, 15-7, 15-10 |  |
| Paesi Bassi | 3 – 0 | Cina          | 15-10, 15-10, 15-3 |  |
| Brasile     | 3 – 0 | Egitto        | 15-2, 15-6, 15-8   |  |

- Venerdì 1º dicembre
  - Sede: Tokyo

|             |       |             |                    |  |
| Italia      | 3 – 0 | Stati Uniti | 15-8, 15-5, 15-4   |  |
| Brasile     | 3 – 0 | Cina        | 15-4, 15-7, 15-7   |  |
| Paesi Bassi | 3 – 0 | Giappone    | 15-3, 15-11, 15-12 |  |

- - Sede: Chiba

|           |       |               |                          |  |
| Argentina | 3 – 0 | Tunisia       | 15-12, 15-8, 15-12       |  |
| Canada    | 3 – 1 | Corea del Sud | 15-9, 8-15, 15-10, 15-10 |  |
| Cuba      | 3 – 1 | Egitto        | 15-6, 15-11, 15-4        |  |

- Sabato 2 dicembre
  - Sede: Tokyo

|         |       |          |                            |  |
| Italia  | 3 – 0 | Tunisia  | 15-5, 15-5, 15-9           |  |
| Cuba    | 3 – 1 | Cina     | 14-16, 15-11, 15-12, 15-13 |  |
| Brasile | 3 – 0 | Giappone | 15-3, 15-5, 15-4           |  |

- - Sede: Chiba

|             |       |               |                            |  |
| Stati Uniti | 3 – 0 | Canada        | 15-13, 15-10, 15-10        |  |
| Paesi Bassi | 3 – 0 | Egitto        | 15-3, 15-9, 15-8           |  |
| Argentina   | 3 – 1 | Corea del Sud | 12-15, 16-14, 16-14, 15-11 |  |

## Classifica finale
|     | Squadra       | Punti | G  | V  | P  | PV | PP | Ratio | SV | SP | Ratio  |
| --- | ------------- | ----- | -- | -- | -- | -- | -- | ----- | -- | -- | ------ |
| 1.  | Italia        | 22    | 11 | 11 | 0  |    |    | 2.039 | 33 | 3  | 11.000 |
| 2.  | Paesi Bassi   | 20    | 11 | 9  | 2  |    |    | 1.517 | 30 | 7  | 4.286  |
| 3.  | Brasile       | 20    | 11 | 9  | 2  |    |    | 1.737 | 29 | 7  | 4.143  |
| 4.  | Stati Uniti   | 19    | 11 | 8  | 3  |    |    | 1.222 | 24 | 9  | 2.666  |
| 5.  | Giappone      | 18    | 11 | 7  | 4  |    |    | 1.151 | 21 | 14 | 1.500  |
| 6.  | Cuba          | 18    | 11 | 7  | 4  |    |    | 1.014 | 23 | 18 | 1.277  |
| 7.  | Argentina     | 16    | 11 | 5  | 6  |    |    | 0.900 | 17 | 21 | 0.809  |
| 8.  | Corea del Sud | 14    | 11 | 3  | 8  |    |    | 0.865 | 12 | 24 | 0.500  |
| 9.  | Canada        | 14    | 11 | 3  | 8  |    |    | 0.731 | 11 | 27 | 0.407  |
| 10. | Cina          | 14    | 11 | 3  | 8  |    |    | 0.768 | 11 | 26 | 0.423  |
| 11. | Egitto        | 12    | 11 | 1  | 10 |    |    | 0.570 | 6  | 30 | 0.200  |
| 12. | Tunisia       | 11    | 11 | 0  | 11 |    |    | 0.561 | 2  | 33 | 0.061  |

- Italia, Paesi Bassi e Brasile qualificate ai Giochi Olimpici di Atlanta 1996.

| Campione Coppa del Mondo 1995 |
| ----------------------------- |
| Italia 1º titolo              |

## Premi individuali
MVP: Andrea Giani (Italia)
Miglior realizzatore: Marcos Milinković (Argentina)
Miglior attaccante: Bas van de Goor (Paesi Bassi)
Miglior muro: Jason Haldane (Canada)
Miglior servizio: Lloy Ball (Stati Uniti)